# Klippeværling
Klippeværling (Emberiza cia) er en 16 centimeter stor spurvefugl, der yngler i det sydlige Europa, Lilleasien og nordvestligste Afrika. Den lever i småflokke på stenede bjergskråninger med buskvegetation op til 1900 meter over havet. Hannen har askegråt hoved med sorte striber. Hunnen er mattere farvet. Arten er en sjælden strejfgæst til Nordeuropa, herunder Danmark.